# NHK東小坂テレビ中継放送所
NHK東小坂テレビ中継放送所（エヌエイチケイひがしおさかテレビちゅうけいほうそうじょ）は、かつて岐阜県下呂市にあった地上アナログテレビの中継局である。2011年7月24日のアナログ放送終了とともに廃止された。

## 中継局概要

### アナログテレビ
| チャンネル | 放送局名       | 空中線電力        | ERP                 | 放送対象 地域 | 放送区域 内世帯数 | 偏波面   |
| ---------- | -------------- | ----------------- | ------------------- | ------------- | ----------------- | -------- |
| 50ch       | NHK 名古屋教育 | 映像3W/ 音声0.75W | 映像6.6W/ 音声1.65W | 全国          | 約-世帯           | 水平偏波 |
| 52ch       | NHK 岐阜総合   | 映像3W/ 音声0.75W | 映像6.6W/ 音声1.65W | 岐阜県        | 約-世帯           | 水平偏波 |

## 所在地
- 下呂市小坂町湯屋の「上ヶ洞山」

## 放送エリア
- 下呂市の一部（旧・益田郡小坂町域の湯屋、落合、赤沼田の各一部）

## その他
- アナログ民放テレビ局については、周辺地域の中継局の電波が届かないため、テレビ有線共聴組合に加入して視聴するのが一般的であった。
- 地上デジタルテレビの中継局は設置されていない。